# Atlas Arena

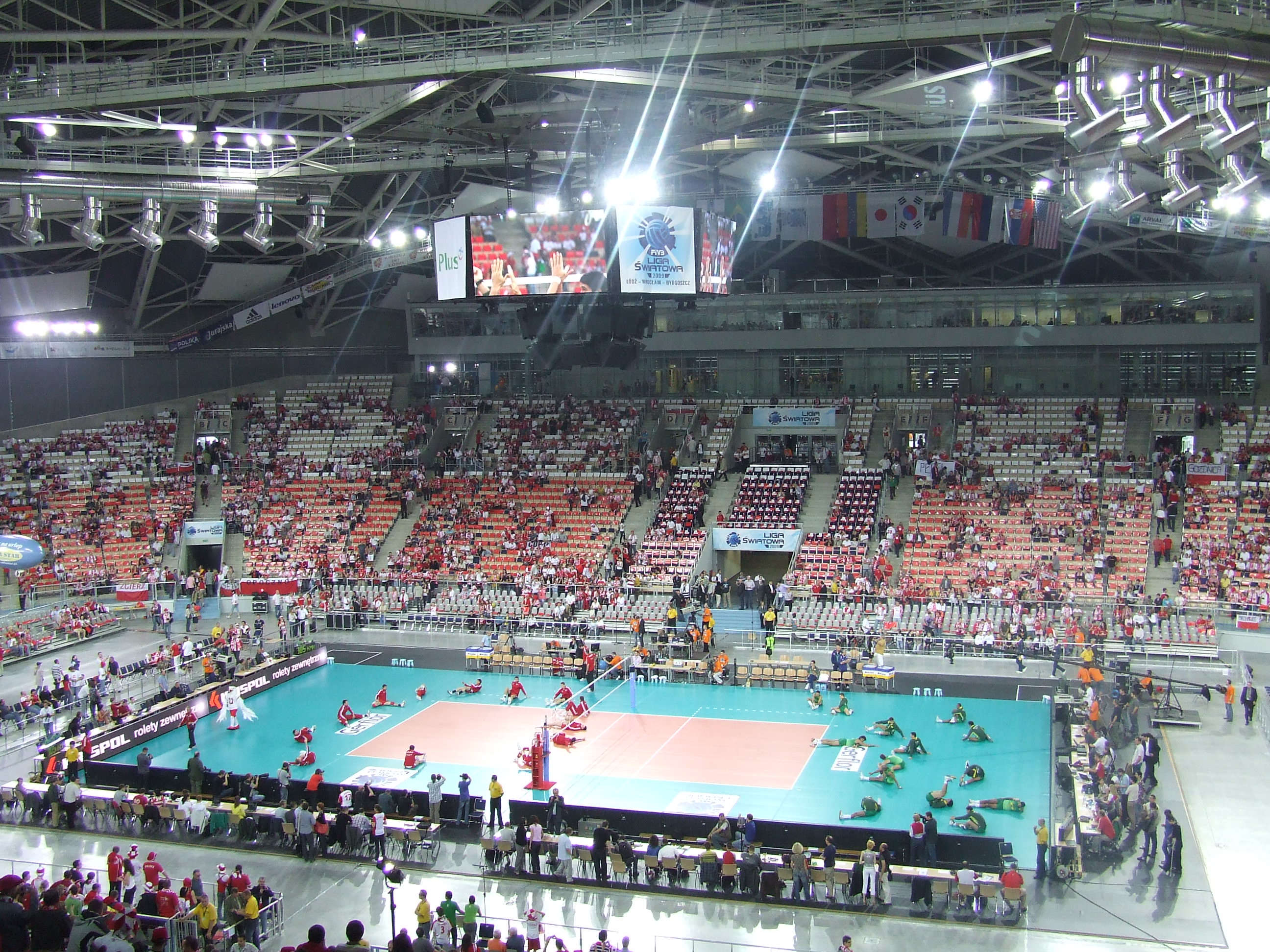
Mecz siatkówki Polska – Brazylia w 2009

Atlas Arena – hala sportowo-widowiskowa w Łodzi.
Trybuny mogą pomieścić 10 049 widzów, a na płycie można ustawić dodatkowo 3 tys. miejsc; do dyspozycji gości dostępnych jest 1500 miejsc postojowych, 4 ekrany multimedialne, i 11 loży VIP-owskich (każda z tarasem). Koszt wynajęcia hali na jeden dzień waha się pomiędzy 25 000 a 80 000 złotych.

## Historia
Projekt hali powstał w 2004 roku i był w kilku punktach modernizowany. Budowa hali według projektu „ATJ Architekci” (arch. Jacek Kwieciński, Tomasz Kosma Kwieciński) rozpoczęła się w styczniu 2006. Akt erekcyjny wbudowany został 19 stycznia 2006. Prace zostały ukończone w maju 2009.
Koszt całej inwestycji wyniósł 287 mln złotych.

## Konstrukcja
Hala została zrealizowana na planie koła o średnicy 135 m i jest otoczona fosą. Konstrukcja dachu w najwyższym punkcie znajduje się 34 m ponad poziomem areny. Powierzchnia całkowita wynosi 27,5 tys. m², a użytkowa 26 tys. m² pomieszczeń na 5 kondygnacjach. W obiekcie zaplanowano odrębne miejsca i przejścia dla zawodników, pracowników, widzów, sprawozdawców oraz gości honorowych. 12 mostów prowadzi do poziomu widowni i stamtąd widzowie mogą przechodzić w górę i w dół. Obiekt jest monitorowany przez 140 kamer i 600 czujników przeciwpożarowych.
W hali można organizować zawody rangi mistrzostw świata w halowej lekkiej atletyce, siatkówce, koszykówce, gimnastyce, sportach walki i tenisie. Specjalna konstrukcja areny sportowej umożliwia rozgrywanie meczów hokeja na lodzie. Ponadto obiekt jest przystosowany do organizowania występów artystycznych, koncertów, wystaw, targów, a także kongresów.
W Arenie Łódź istnieje możliwość położenia sześciotorowej bieżni o długości 200 m. W hali mieści się również sala treningowa z bieżnią na 60 m.
Wykonawcą hali były m.in. firmy: Varitex, Mostostal Warszawa, Mostostal Płock – ZPK, Mostostal Puławy, Skanska oraz ME Wielkopolska. W hali zamontowano 64 ekrany akustyczne najnowocześniejszej generacji, a wykonała je firma Toppen Polska.

## Umiejscowienie
Arena znajduje się przy parku na Zdrowiu, na osiedlu Zdrowie przy granicy z osiedlem Karolew, nieopodal ZOO, Aquaparku Fala, przy samym stadionie Łódzkiego Klubu Sportowego i Łódź Sport Arenie. Obiekt mieści się przy alei bp. Bandurskiego, która jest częścią trasy W-Z, łączącej Retkinię z Widzewem. Obok Atlas Areny znajduje się dworzec kolejowy oraz autobusowy Łódź Kaliska.

## Ważniejsze wydarzenia
Inauguracja hali nastąpiła 27 czerwca, kiedy to w obecności 13,5 tys. kibiców rozegrano mecz Polska – Brazylia w ramach rozgrywek Ligi Światowej w siatkówce.
| 27 czerwca – Liga Światowa w piłce siatkowej mężczyzn w siatkówce mężczyzn – Polska – Brazylia – 0:3 (23:25, 22:25, 10:25) |
| 28 czerwca – Liga Światowa w piłce siatkowej mężczyzn w siatkówce mężczyzn – Polska – Brazylia – 0:3 (19:25, 21:25, 20:25) |
| 13 lipca – Marcin Gortat Camp |

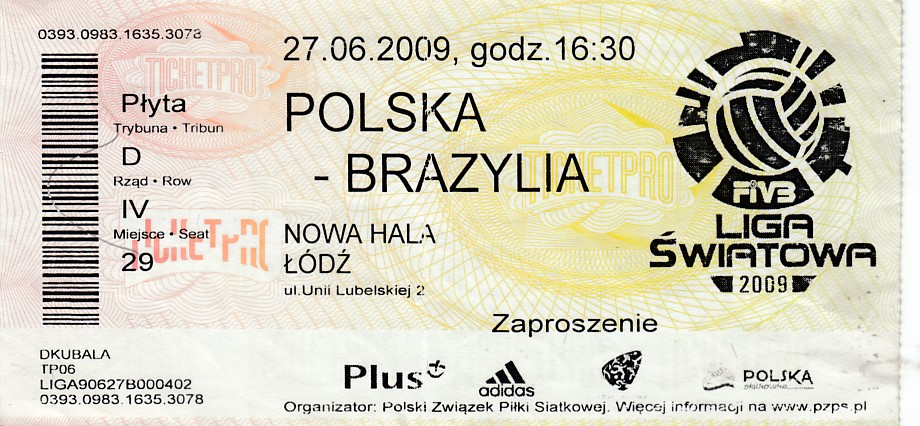
Bilet na mecz siatkówki Polska-Brazylia w dn. 27 VI 2009, jednocześnie inaugurujący funkcjonowanie hali sportowej Atlas Arena przy al. Unii Lubelskiej w Łodzi.

| 11–12 sierpnia rozegrano dwumecz towarzyski w koszykówce mężczyzn Polska – Chorwacja. - 11 sierpnia – mecz towarzyski w koszykówce mężczyzn – Polska – Chorwacja – 78:82 - 12 sierpnia – mecz towarzyski w koszykówce mężczyzn – Polska – Chorwacja – 71:67 |
| 21–23 sierpnia odbył się siatkarski Memoriał Huberta Jerzego Wagnera. |
| 26 sierpnia Grupa Atlas nabyła prawa do nazwy hali która od tego dnia nosi nazwę „Atlas Arena”. Umowa została podpisana na 5 lat i warta jest 5 mln zł. |
| 12–16 września – Mistrzostwa Europy koszykarzy – mecze II fazy grupowej |
| 25 września – 4 października – Mistrzostwa Europy siatkarek – mecze I i II fazy grupowej, półfinały, finał |
| 22 października – Koncert Arena Gwiazd Połączonych Pasją |
| 24 października – Gala Boksu Zawodowego Polsat Boxing Night (walka Tomasza Adamka i Andrzeja Gołoty) |
| 25 października – Występ Chóru Aleksandrowa |
| 7 listopada – Impreza „Planet of Angels” |
| 17 listopada – Koncert zespołu A-ha |
| 21–22 listopada – Puchar Polski Dzieci w Karate Tradycyjnym |
| 28 listopada – Kabareton |
| 6 grudnia – Musical Metro |
| 9 grudnia – Mecz Skra Bełchatów – Radnički Kragujevac (siatkarskiej Ligi Mistrzów 2009/2010) |
| 16 grudnia – Mecz Skra Bełchatów – Knack Roeselare (Liga Mistrzów) |

| 20 stycznia – Mecz PGE Skra Bełchatów – CAI Teruel |
| 31 stycznia – IV Łódzkie Targi Ślubne |
| 10–11 lutego – 2 koncerty zespołu Depeche Mode |
| 13 lutego – koncert zespołu Perfect (symfonicznie) |
| 28 lutego – koncert „Artyści i sport” oraz festyn „ŁKS dla łodzian, łodzianie dla ŁKS” organizowany przez Fundację Ełkaesiak i Lożę Przyjaciół ŁKS. W tym koncert zespołu Commotio Cerebri. |
| 8 marca – koncert zespołu Budka Suflera |
| 10 marca – High School Musical |
| 12 marca – koncert zespołu Rammstein |
| 14 marca – koncert zespołu Tokio Hotel |
| 19 marca – koncert Andrzeja Piasecznego i Seweryna Krajewskiego |
| 1 i 2 maja – 4 mecze finałowe siatkarskiej Ligi Mistrzów 2009/2010 (Final Four 2010) |
| 8 maja – 4. edycja gry miejskiej „Marketing Challenge” |
| 15 maja – Gala Boksu Zawodowego „Wojak Boxing Night” (walka o pas WBC cruiserweight pomiędzy Krzysztofem Włodarczykiem a Giacobbe Fragomenim)                                               |
| 19 i 20 maja – Mecze siatkówki o brązowy medal PlusLigi Kobiet – Organika Budowlani Łódź vs. MKS Enion Energia Dąbrowa Górnicza                                                             |
| 30 maja – Miejski Dzień Dziecka |
| 3 i 4 lipca – Liga Światowa siatkarzy, mecz Polska-Kuba |
| 9–11 lipca – Kongres Świadków Jehowy pod hasłem „Trwaj przy Jehowie!” |
| 24 i 25 lipca – Mecz towarzyski w koszykówce mężczyzn Polska – Słowacja |
| 31 lipca – Darmowy koncert „Siła muzyki” współorganizowany przez TVN i Radio Zet |
| 14 sierpnia – Mecz kwalifikacyjny do Eurobasket 2011 w koszykówce mężczyzn Polska – Belgia                                                                                                  |
| 17 sierpnia – Mecz kwalifikacyjny do Eurobasket 2011 w koszykówce mężczyzn Polska – Gruzja                                                                                                  |
| 3 września – Gala MMA Fighters |
| 18 września – XIV Konfrontacja Sztuk Walki (walka wieczoru Mariusz Pudzianowski vs. Eric Esch)                                                                                              |
| 20 października – Harlem Globetrotters |
| 22 października – Herkules Show Masters of Rhythm and Acrobatics |
| 30 października – Innovation in the Lodz 2010 |
| 14 listopada – Koncert „Hity Buffo” |
| 20 listopada – Pierwszy Łódzki Festiwal Kabaretowy |
| 23 listopada – Liga Mistrzyń 2010/2011, mecz Organika Budowlani Łódź – MC-Carnaghi Villa Cortese                                                                                            |
| 27 listopada – Indepedance (odwołane) |
| 4 grudnia – Mrozu |
| 5 grudnia – Budka Suflera |
| 13 i 14 grudnia – Pinokio – rewia na łyżworolkach |

| 30 stycznia – V Łódzkie Targi Ślubne |
| 8 marca – koncert zespołu Perfect |
| 26 marca – Zawodowa Gala MMA: Fighters Arena Łódź 2 |
| 2 kwietnia – VChamps – Mistrzostwa Polski DJ |
| 8 kwietnia – Teatr Buffo: musical Metro |
| 9 kwietnia – Event Horizon Festival (Myslovitz, Dżem, Coma, Carrion, Skanabis)                                                                              |
| 11 kwietnia – koncert zespołów Slayer, Megadeth i Vader – European Carnage Tour 2011                                                                        |
| 15 kwietnia – Jubileusz 25-lecia pracy artystycznej Cezarego Pazury                                                                                         |
| 18 i 19 kwietnia – Roger Waters – The Wall Live |
| 17 maja – koncert Shakiry w ramach światowej trasy The Sun Comes Out World Tour promującej album Sale el Sol                                                |
| 18 maja – Strażacka Gala Kabaretowa |
| 21 maja – koncert Wilków (oraz seminarium ekologiczne) |
| 27 i 28 maja – Liga Światowa Polska – USA |
| 4 czerwca – Miejski Dzień Dziecka |
| 29 czerwca-3 lipca – Mistrzostwa Europy w Koszykówce Kobiet 2011                                                                                            |
| 15–17 lipca – zgromadzenie okręgowe Świadków Jehowy pod hasłem „Niech przyjdzie Królestwo Boże”                                                             |
| 8 października – mecz koszykarski Tauron Basket Ligi ŁKS Łódź – Anwil Włocławek 89:71 – ok. 7 tys. widzów                                                   |
| 15 października – Event Horizon Festival (Pidżama Porno, happysad, Dezerter, Akurat, Hurt, Living on Venus)                                                 |
| 16 października – koncert Chóru Aleksandrowa |
| 29 października – mecz koszykarski Tauron Basket Ligi ŁKS Łódź – Śląsk Wrocław 69:85 – drugi w historii wynik jeśli chodzi o frekwencję w lidze 9128 widzów |
| 7 listopada – koncert 30 Seconds to Mars |
| 8 listopada – koncert 30 Seconds to Mars |
| 11 listopada – koncert Sade |
| 18–20 listopada – Parada Jeździecka |
| 23 listopada – koncert Electric Light Orchestra (The Former Members)                                                                                        |
| 26 listopada – XVII Konfrontacja Sztuk Walki (walka wieczoru Mamed Chalidow vs. Jesse Taylor)                                                               |
| 6 grudnia – koncert Rihanny w ramach trasy promującej album Loud                                                                                            |
| 10 grudnia – II runda eliminacji Mistrzostw Świata w Halowym Enduro-Cross                                                                                   |

| 21–22 stycznia – VI Międzyplanetarne Targi Ślubne                                               |
| 28 stycznia – Przebojowy Wieczór Bałkański                                                      |
| 24–26 lutego – Międzynarodowe Targi Ferma Bydła, Świń i Drobiu                                  |
| 17 i 18 marca – finał siatkarskiej Ligi Mistrzów                                                |
| 23 marca – Kabareton – Koniec Świata 2012                                                       |
| 22 kwietnia – „Zielono mi” – koncert Kayah                                                      |
| 29 kwietnia – koncert Andrea Bocelli w ramach cyklu „Prestiżowe Gwiazdy, Złote Przeboje”        |
| 12 maja – 19. KSW                                                                               |
| 2 czerwca – Miejski Dzień Dziecka                                                               |
| 8–10 czerwca – rozgrywki grupowe w Grand Prix w piłce siatkowej kobiet                          |
| 30 czerwca – Wielka Gala Boksu Zawodowego                                                       |
| 7 lipca – koncert Eltona Johna w ramach cyklu „Prestiżowe Gwiazdy, Złote Przeboje”              |
| 13–15 lipca – zgromadzenie okręgowe Świadków Jehowy pod hasłem „Strzeż swego serca!”            |
| 12 września – koncert zespołu Il Divo w ramach trasy koncertowej promującej album „Wicked Game” |
| 6–7 października – Mistrzostwa Świata w Karate Tradycyjnym                                      |
| 14 października – koncert zespołu Zakopower                                                     |
| 20 października – Monster X Truck                                                               |
| 21 listopada – koncert Stinga                                                                   |
| 23 listopada – koncert zespołu Muse w ramach trasy koncertowej promującej album „The 2nd Law”.  |
| 24 listopada – Łódzki Festiwal Kabaretowy                                                       |
| 28 listopada – I Halowe Indywidualne Ogólnopolskie Mistrzostwa Ratowników Wysokościowych.       |
| 8 grudnia – Mistrzostwa Świata Super Enduro                                                     |
| 14 grudnia – koncert zespołu Smokie                                                             |

| 2 lutego – mecz Polska-Szwecja w futbolu amerykańskim             |
| 16 lutego – koncert Sandry, Thomasa Andersa & Modern Talking Band |
| 17 lutego – Europejski Festiwal im. Jana Kiepury                  |
| 2 marca – koncert Piotra Rubika                                   |
| 9 marca – koncert I Love Italia: Drupi i Toto Cutugno             |
| 25 marca – koncert Justina Biebera (Believe Tour)                 |
| 27 kwietnia – WWE Raw Wrestlemania Revenge Tour                   |
| 8 maja – koncert Marka Knopflera                                  |
| 7 czerwca – koncert Erica Claptona                                |
| 18 czerwca – koncert Green Day                                    |
| 25 czerwca – koncert Toto                                         |
| 28 czerwca – finał jubileuszowej Masa Krytycznej w Łodzi          |
| 3 lipca – koncert Iron Maiden                                     |
| 19 lipca – koncert Leonarda Cohena                                |
| 13 sierpnia – koncert System of a Down                            |
| 28 września – KSW 24                                              |
| 4–6 października – międzynarodowy festiwal komiksu i gier         |

| 3–5 stycznia – eliminacje Mistrzostw Świata w Piłce Siatkowej Kobiet 2014                       |
| 24 lutego – koncert Depeche Mode                                                                |
| 8 marca – koncert Shakin’ Stevensa                                                              |
| 22 marca – koncert „Night of the Proms” (m.in. Amy Macdonald, OMD, Coolio, Natalia Kukulska)    |
| 9 maja – koncert André Rieu                                                                     |
| 12 maja – koncert Petera Gabriela                                                               |
| 4 czerwca – koncert Avenged Sevenfold                                                           |
| 11 czerwca – koncert Black Sabbath                                                              |
| 12 czerwca – koncert Aerosmith                                                                  |
| 4–6 lipca – kongres regionalny Świadków Jehowy pod hasłem „Szukajmy najpierw Królestwa Bożego!” |
| wrzesień – mecze Mistrzostw Świata w Piłce Siatkowej Mężczyzn 2014                              |
| 28 września – koncert Il Divo                                                                   |
| 3–5 października – Międzynarodowy Festiwal Komiksu i Gier                                       |
| 25 października – koncert Budki Suflera                                                         |
| 30 października – koncert Kylie Minogue                                                         |
| 15 grudnia – koncert Lennego Kravitza                                                           |

| 17 lutego – Pedro’s Cup                                                          |
| 19 lutego – Mecz Skra Bełchatów – Cucine Lube Treia (siatkarska Liga Mistrzów)   |
| 29 marca – „Violetta Live” – koncert ekipy serialu Violetta                      |
| 9 maja – koncert Scorpions                                                       |
| 9 czerwca – Impact Festival 2015 – koncert Slipknot, Godsmack, Hollywood Undead  |
| 27 czerwca – koncert heavymetalowej grupy Judas Priest                           |
| 24–26 lipca – kongres regionalny Świadków Jehowy pod hasłem „Naśladujmy Jezusa!” |
| 25 października – koncert grupy Deep Purple                                      |
| 20 listopada – koncert Slasha                                                    |
| 12 grudnia – koncert Florence + The Machine                                      |

| 2 lutego – koncert Imagine Dragons                                                                             |
| 5 lutego – Pedro’s Cup                                                                                         |
| 12 marca – koncert „Night of the Proms” (m.in. Zucchero, Blue Café, Lisa Stansfield, John Miles, Simple Minds) |
| 18 marca – koncert Macklemore’a & Ryana Lewisa                                                                 |
| 12 kwietnia – Monster X Tour                                                                                   |
| 1 maja – koncert Hansa Zimmera                                                                                 |
| 28 maja – koncert Roda Stewarta                                                                                |
| 3 czerwca – koncert André Rieu                                                                                 |
| 7 czerwca – Power Festival; koncert Korna, Megadeth, Sixx:A.M.                                                 |
| 15–17 lipca – kongres regionalny Świadków Jehowy pod hasłem „Lojalnie trwajmy przy Jehowie!”                   |
| 6 października – koncert Bryana Adamsa                                                                         |
| 20 października – koncert The Cure                                                                             |
| 5 listopada – koncert Jean-Michel Jarre’a                                                                      |

| 4 marca – koncert zespołu Dżem                                                  |
| 23 maja – koncert zespołu Deep Purple                                           |
| 14–16 lipca – kongres regionalny Świadków Jehowy pod hasłem „Nie poddawaj się!” |

| 27 kwietnia – koncert Taconafide (Taco Hemingway, Quebonafide) |

| 24 lutego – koncert Nicki Minaj i Juice Wrld w ramach trasy „The Nicki Juice Wrld Tour” |
| 15 lutego – koncert zespołu Twenty One Pilots                                           |
| 30 marca – gala Fame MMA                                                                |
| 10–12 sierpnia – kongres regionalny Świadków Jehowy pod hasłem „Bądź odważny!”          |
| sierpień/wrzesień – mecze Mistrzostw Europy w Piłce Siatkowej Kobiet 2019               |
| 9 listopada – I AM HARDSTYLE Poland 2019                                                |

Zestawienie nie uwzględnia m.in. meczów rozgrywanych w ramach rozgrywek ligowych.